# Voetbalkampioenschap van Brava
Voetbalkampioenschap van Brava is de regionale voetbalcompetitie van Brava dat tot Kaapverdië behoort. Het is het enige Kaapverdisch eiland dat ook nog een tweede voetbalcompetitie heeft genaamd Second Level. De winnaar speelt in de Kaapverdisch voetbalkampioenschap. Nô Pintcha heeft de meeste titels, namelijk acht.

## Clubs in het seizoen 2014/15
- Académica (Brava) – Vila Nova Sintra
- Benfica (Brava)
- Corôa (Nossa Senhora do Monte)
- Juventude da Furna
- Morabeza (Vila Nova Sintra)
- Nô Pintcha
- Sporting (Brava) - Vila Nova Sintra

## Winnaars
- 1993–94: Nô Pintcha
- 1994–95: Nô Pintcha
- 1995–96: Nô Pintcha
- 1996–97: Nô Pintcha
- 1997–98: Nô Pintcha
- 1998–99: Nô Pintcha
- 1999–2000: Nô Pintcha
- 2000–01: Nô Pintcha
- 2001–02: Académica (Brava)
- 2002–03: Nô Pintcha
- 2003–04: Nô Pintcha
- 2004–05: Morabeza
- 2005–06: Nô Pintcha
- 2006–07: Morabeza
- 2007–08: Corôa
- 2008–09: Morabeza
- 2009–10: Morabeza
- 2010–11: geen competitie
- 2011–12: Académica (Brava)
- 2012–13: Juventude da Furna
- 2013–14: Sporting (Brava)
- 2014-15: Sporting (Brava)